# اسدالله بادامچیان
اسدالله بادامچیان (زادهٔ ۱۳۲۰ در تهران) سیاست‌مدار ایرانی و رئیس شورای مرکزی حزب مؤتلفه اسلامی از دی ۱۴۰۳ است.
نام خانوادگی آن‌ها «بادام‌‌برجاه»‌ است اما به بادامچیان معروف است. پدرش در بازار تهران فرش‌فروشی داشت و با فعالیت سیاسی پسرش مخالف بود. اسدالله پس از پایان دوران ابتدایی به فعالیت در بازار در کنار پدرش در بازار فرش‌فروش‌ها پرداخت و دوران دبیرستان را به طور شبانه و متفرقه خواند. اعضای مؤتلفه هیچ‌کدام دیپلم متوسطه نداشتند و در دوران زندان به تحصیل مشغول شدند.
او با علوم حوزوی در حد سطح آشناست. با توجه به سابقه فعالیت سیاسی خود، در نگارش و بیان تاریخ وقایع سیاسی پنجاه سال گذشته فعال است. با احزاب سیاسی قبل از تشکیل حزب جمهوری اسلامی همکاری داشته و از پایه‌گذاران حزب موتلفه اسلامی است.
بادامچیان تا کنون حدود ۵۰ جلد کتاب تألیف نموده که اکثر آن‌ها توسط انتشارات اندیشه ناب به چاپ رسیده‌است.
وی از زندانیان سیاسی در دوره محمد رضا پهلوی بود که به دلیل همکاری با هیاتهای موتلفه اسلامی و سازمان مجاهدین خلق چندین دوره محکومیت حبس کشید و مدتی قبل از انقلاب ایران (۱۳۵۷) با شرکت در جشن شاهنشاه سپاس و عفو شاه از زندان آزاد شد. وی در حال حاضر عضو شورای مرکزی، قائم مقام رئیس شورای مرکزی حزب موتلفه اسلامی است و سابقه دبیر کلی، دبیر اجرائی، رئیس مرکز امور سیاسی، مدیر مسئول هفته نامه شما در این حزب را دارد.

## فعالیت‌ها
از دیگر فعالیت‌های وی می‌توان به موارد ذیل اشاره نمود:
- دبیر کل حزب موتلف اسلامی از ١٣۹۷ تا بهمن ١۴۰٣
- دبیر اجرائی حزب جمهوری اسلامی، مسئول استان‌ها و شهرستان‌های آن حزب، مسئول تبلیغات آن حزب.
- عضو مؤسس و شورای مرکزی جامعه اسلامی فرهنگیان
- عضو مؤسس جامعه زینب
- نایب رئیس و مخبر کمیسیون اقتصاد و دارائی، عضو کمیسیون اجتماعی، عضو کمیسیون احزاب مجلس، عضو هیئت عالی نظارت مجلس شورای اسلامی معاون سیاسی و مشاور امور اجتماعی رئیس قوه قضائیه